# Hephaestion ocreatus
Hephaestion ocreatus is een keversoort uit de familie boktorren (Cerambycidae). De wetenschappelijke naam van de soort is voor het eerst geldig gepubliceerd in 1840 door Newman.